# Валентин (Мищук)
Митрополи́т Валенти́н (в миру Тимофе́й Ада́мович Мищу́к; род. 14 октября 1940, Брест, БССР) — архиерей Русской православной церкви на покое, бывший митрополит Оренбургский и Саракташский.

## Биография
Родился 14 октября 1940 года в Бресте, в Белоруссии, в семье рабочего.
В 1957 году по окончании средней школы поступил в 1-й класс Минской духовной семинарии.
В 1958—1962 годах служил в Советской армии.
В 1962 году по увольнении в запас некоторое время работал шофёром автоколонны.
Осенью 1963 года поступил во 2-й класс Московской духовной семинарии.
В 1966 году окончил семинарию по первому разряду и поступил на 1-й курс Московской духовной академии.
30 марта 1969 года пострижен в монашество в Троице-Сергиевой лавре с именем Валентин, в честь святого мученика Валентина (память — 24 апреля), наместником Лавры архимандритом Платоном (Лобанковым).
20 апреля 1969 года рукоположён во иеродиакона митрополитом Крутицким Пименом (Извековым) (Патриарх Московский с 1971), 18 июля 1969 года им же — в иеромонаха.
В 1970 году окончил Московскую духовную академию со степенью кандидата богословия за сочинение по кафедре византологии на тему «Святитель Григорий Палама и Николай Кавасила (обозрение жизни и трудов)».
28 августа 1971 года патриархом Пименом был возведён в сан игумена.
В ноябре 1975 года назначен ответственным за приём иностранных гостей в Троице-Сергиевой Лавре и в Московской духовной академии.
20 июля 1976 года возведён в сан архимандрита.

### Архиерейство
25 июля 1976 года хиротонисан во епископа Уфимского и Стерлитамакского. Хиротонию совершали в московском Богоявленском патриаршем соборе патриарх Пимен, митрополиты Ленинградский и Новгородский Никодим (Ротов), Таллинский и Эстонский Алексий (Ридигер), Тульский и Белёвский Ювеналий (Поярков), Минский и Белорусский Антоний (Мельников), архиепископы Волоколамский Питирим (Нечаев) и Дмитровский Владимир (Сабодан).
16 ноября 1979 года назначен епископом Звенигородским, викарием Московской епархии — представителем Русской православной церкви при патриархе Антиохийском.
С 26 апреля 1985 года — епископ Тамбовский и Мичуринский.
С 12 мая 1987 года — епископ Владимирский и Суздальский.
30 декабря 1988 года возведён в сан архиепископа.
27 октября 1990 года назначен архиепископом Корсунским.
18 февраля 1992 года назначен архиепископом Гродненским и Волковысским.
С 26 февраля 1994 года — архиепископ Бакинский, викарий Ставропольской епархии и ректор Ставропольской духовной семинарии.
17 июля 1995 года почислен на покой с официальной мотивировкой: «резкое падение дисциплины в Ставропольской духовной семинарии», которое привело к тому, что «семинаристы голодали».
19 июля 1999 года назначен архиепископом Оренбургским и Бузулукским.
25 февраля 2004 года Патриархом Московским и всея Руси Алексия II возведён в сан митрополита.
24 октября 2004 года возглавлял делегацию Русской православной церкви на интронизации патриарха Александрийского Феодора II.
5 октября 2011 года в связи с образованием Бузулукской и Орской епархий титул изменён на Оренбургский и Саракташский. С 6 октября 2011 года — глава новообразованной Оренбургской митрополии.
26 декабря 2012 назначен ректором Оренбургской духовной семинарии.
22 октября 2015 года почислен на покой в связи с достижением 75-летнего возраста. Патриархом Кириллом митрополиту Валентину предоставлен для служения храм Петра и Павла в Лефортове в Москве.
Патриаршим указом от 15 апреля 2021 года местом служения митрополита Валентина определен храм святого благоверного князя Андрея Боголюбского на Волжском  в Москве.

## Награды
Российские:
- Орден Святого благоверного князя Даниила Московского II степени (2000) — к 60-летию со дня рождения
- Орден Преподобного Сергия Радонежского II степени (2009) — к 30-летию представительства в Дамаске (при патриархе Антиохийском)
- Орден Дружбы (2010) — за достигнутые трудовые успехи и многолетнюю добросовестную работу, активную общественную деятельность[9]
- Орден Преподобного Серафима Саровского III степени (2021) — во внимание к усердным архипастырским трудам и в связи с 80-летием со дня рождения[10]

Поместных православных церквей:
- Орден Митрополита Гор Ливанских (1981)
- Два ордена апостолов Петра и Павла (Антиохийская православная церковь, 1985)
- Орден Иерусалимской церкви (1991)